# Assuramaya
Assuramaya, pseudônimo de João Batista (Apodi, 21 de junho de 1929 — 	18 de setembro de 2007), foi um astrólogo e artista plástico brasileiro, introdutor da astrologia científica no Brasil , foi um importante divulgador da astrologia no Brasil durante a segunda metade do século XX,  bastante popular nas décadas de 1960 e 1970, depois tornou-se mais recluso e discreto, tendo formado um público mais seleto.

## Biografia
No início da década de 1950 Assuramaya, ainda usando seu nome de nascimento João Batista, dedica-se a sua profissão de laboratorista do Ministério da Saúde do Brasil, quando começou a interessar-se, de forma autodidata, pela relação entre ciclos cósmicos e biológicos.
Em Sepetiba, então bairro rural da cidade do Rio de Janeiro, cria a Granja Experimental de Astrologia, onde monta as bases iniciais de suas atividades astrológicas.
Começa a trabalhar nos Diários Associados em 1957, publicando horóscopos por ele produzidos nos jornais deste grupo empresarial de imprensa, assinando-os com o pseudônimo "Assuramaya". Posteriormente, com a crise financeira nos Diários Associados,  Assuramaya passaria a publicar suas previsões astrológicas no jornal carioca O Dia, onde também mantêm a coluna "Assim Fala Assuramaya". A partir de 1973 também passou a escrever para A Cigarra, revista de variedades publicada em São Paulo.
Na década de 1960 apresenta o programa Show de Astrologia" na Rádio Nacional para popularizar seus estudos.
Na década de 1970 realiza diversas participações em programas televisivos e radiofónicos; além de grandes revistas de circulação nacional. Em 1971 Assuramaya destaca-se ao articular a realização do primeiro Congresso de Astrologia realizado no Brasil. Em 1979, na Universidade Estácio de Sá ministra o curso de Astrologia.
Em Copacabana, fundou o Templo da Sublime Ordem Mística de Aquário. Cria em 1982 a sua própria escola de astrologia, o Centro de Pesquisas Astrológicas, também em Copacabana.
Ainda na década de 1980 passou a residir nos arredores de Lumiar, na Região Serrana Fluminense, onde criou um retiro espiritual e esotérico e costumava receber seus seguidores; num sitio localizado em local de mais de 1300 metros de altitude. Na década de 1990 torna-se mais discreto, mas ainda continua fazendo eventualmente suas consultas e cursos astrológicos principalmente no Rio de Janeiro e São Paulo.
Em 2000, Assuramaya ajudou a criar o portal místico "Bemzen", cujo objetivo era criar uma comunidade zen na internet, oferecendo serviços esotéricos gratuitos.
Apesar de sua discrição em revelar seus prosélitos, entre os que já foram seguidores de Assuramaya destacam-se figuras empresariais e famosas tais como a cantora Baby do Brasil, a atriz Mila Moreira e aescritora Maria Adelaide Amaral. Em 2000, inspirado em Assuramaya, Maria Adelaide escreveu o romance literário "O Bruxo".
Escreveu diversos livros sobre astrologia, esoterismo e ciências ocultas, tais como "O Poder da Astrologia", "Astrologia para astrólogos e amantes da astrologia: enfoque místico e científico para o terceiro milênio", "O Poder Da Astrologia", "A Genese Do Homem-Deus", "Almanaque Brasileiro De Astrologia", "O poder da astrologia: o signo ascendente e a vibração do nome", "O Poder dos Sonhos, Interpretação Astrológica","O Poder de seu Signo", "O Sermão do Mestre na Mansão da Alma", "Manual de Astrologia: Astrologia Científica e Prática". Também foi artista plástico, tendo um atelier na Rua Mariz e Barros, no bairro da Tijuca, onde expunha suas obras místicas na década de 1980.